# Гирджяйское староство
Гирджяйское староство (лит. Girdžių seniūnija) — одно из 12 староств Юрбаркского района, Таурагского уезда Литвы. Административный центр — деревня Гирджяй.

## География
Расположено в Каршувской низменности, на западе Литвы, в центральной части Юрбаркского района.
Граничит с Эржвилкским староством на севере, Юрбаркайским — на западе и юге, Шимкайчяйским — на востоке и Скирснемунским — на юге.

## Население
Гирджяйское староство включает в себя 26 деревень.